# 王堂 (明朝宦官)
王堂（？年—？年），字时升，明朝正德时期的内官监太监。

## 生平
正德年间，担任内官监太监。正德十四年（1519年），出任两广镇守太监。正德十六年（1518年）7月，户科给事中易瓒等上奏弹劾镇守两广太监王堂、河南董文、贵州王闰，分守开原太监刘岑、参将孙棠，守备南京成国公朱辅都冒功幸进，请很快将其罢黜。同年，王堂调回北京。